# Talsperre Morrow Point
Die Talsperre Morrow Point (englisch Morrow Point Dam) ist eine Talsperre mit Wasserkraftwerk im Montrose County, Bundesstaat Colorado, USA. Sie staut den Gunnison River zu einem Stausee (englisch Morrow Point Reservoir) auf. Die Talsperre Blue Mesa befindet sich ungefähr 19 km (12 miles) flussaufwärts, die Talsperre Crystal ungefähr 9,5 km (6 miles) flussabwärts der Talsperre Morrow Point. Die Talsperre und der Stausee liegen in der Curecanti National Recreation Area.
Die Talsperre dient neben der Stromerzeugung auch dem Hochwasserschutz. Mit dem Bau der Talsperre wurde 1963 begonnen. Sie wurde 1968 fertiggestellt. Die Talsperre ist im Besitz des United States Bureau of Reclamation (USBR) und wird auch vom USBR betrieben.

## Absperrbauwerk
Das Absperrbauwerk ist eine doppelt gekrümmte Bogenstaumauer aus Beton mit einer Höhe von 142,5 m (468 ft) über der Gründungssohle. Die Mauerkrone liegt auf einer Höhe von 2184 m (7165 ft) über dem Meeresspiegel. Die Länge der Mauerkrone beträgt 220,5 m (724 ft). Die Dicke der Staumauer liegt bei 15,8 m (52 ft) an der Basis und 3,65 m (12 ft) an der Krone. Das Volumen des Bauwerks beträgt 279.200 m³ (365.180 cubic yards).
Die Hochwasserentlastung besteht aus vier Öffnungen an der Mauerkrone. Über die Hochwasserentlastung können maximal 1161 m³/s (41.000 cft/s) abgeleitet werden, über den Turbineneinlass und den Grundablass zusammen maximal 184 m³/s (6500 cft/s).

## Stausee
Beim normalen Stauziel von 2182 m (7160 ft) erstreckt sich der Stausee über eine Fläche von rund 3,31 km² (817 acres) und fasst 145 Mio. m³ (117.190 acre-feet) Wasser.

## Kraftwerk

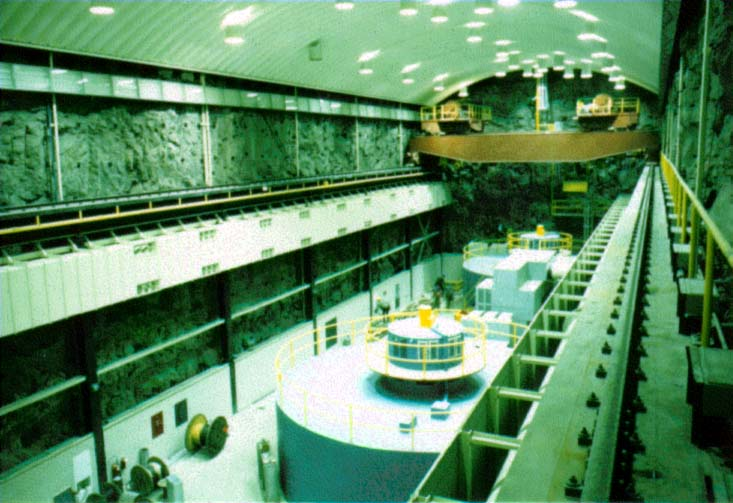
Die Maschinenhalle des Kraftwerks

Das Kraftwerk ging 1970 in Betrieb. Die installierte Leistung beträgt 173,3 MW; sie lag ursprünglich bei 120 MW. Von 1992 bis 1993 wurde eine Leistungssteigerung durchgeführt; die zwei Francis-Turbinen des Kraftwerks leisten jede maximal 86,667 MW (vorher 60 MW). Die Fallhöhe beträgt 120 m (396 ft). Das Kraftwerk dient zur Abdeckung von Spitzenlast.
Die durchschnittliche Jahreserzeugung liegt bei rund 269 (bzw. 343,45) Mio. kWh.
Die Maschinenhalle des Kraftwerks befindet sich in einer Kaverne auf der linken Flussseite. Die Kaverne misst 70 m (231 ft) in der Länge und 17 m (57 ft) in der Breite. Ihre maximale Höhe liegt bei 41 m (134 ft).